# جک کراپ
جک کراپ (انگلیسی: Jack Cropp؛ ۲۳ مه ۱۹۲۷ – ۲۵ ژوئن ۲۰۱۶) قایقران قایق بادبانی اهل نیوزیلند بود.
وی در مسابقات کشوری و بین‌المللی در مجموع برندهٔ ۱ مدال طلا شده‌است.